# Cord Plato von Schloen, gen. Gehle
Freiherr Cord Plato von Schloen, genannt Gehle (auch von Chalon, genannt Gehle; * Dezember 1661; † 26. Mai 1723 in Annaberg) war ein hannoverscher Verwaltungsbeamter.

## Herkunft
Cord Plato von Schloen entstammte dem westfälischen Adelsgeschlecht von Schloen. Sein gleichnamiger Großvater war Cord Plato von Schloen gen. Gehle (* 29. Januar 1577 vermutl. Hollwinkel; † 2. Juni 1650), der 1624 Obristleutnant, dann zu Zeiten des Dreißigjährigen Kriegs dänischer Generalleutnant in braunschweigischen und zuletzt spanischen Diensten, und auch Fürstlich Braunschweigisch-Lüneburgischer Kriegsrat und Landdrost der Grafschaft Diepholtz, und auf Hollwinkel, Lübbecke und Dorpel besitzlich war.
Seine Großmutter war Mette (Mechthild) von Rheden aus dem Hause Ovelgünne, und das Paar hatte 7 Töchter und 6 Söhne. Einer davon, der Sohn Cord Plato von Schloen genannt von Gehlen, heiratete Katharina Maria von Groppendorf und zeugte einen Sohn gleichen Namens, nämlich besagten Cord Plato von Schloen (1661–1723), und vermutlich auch dessen zwei Schwestern, Dorothee († 1740) und Anna Agnes von Chalon gen. Gelen a. d. H. Ovelgünne († 1731), die beide in die Familie Bar zu Barenaue einheirateten.

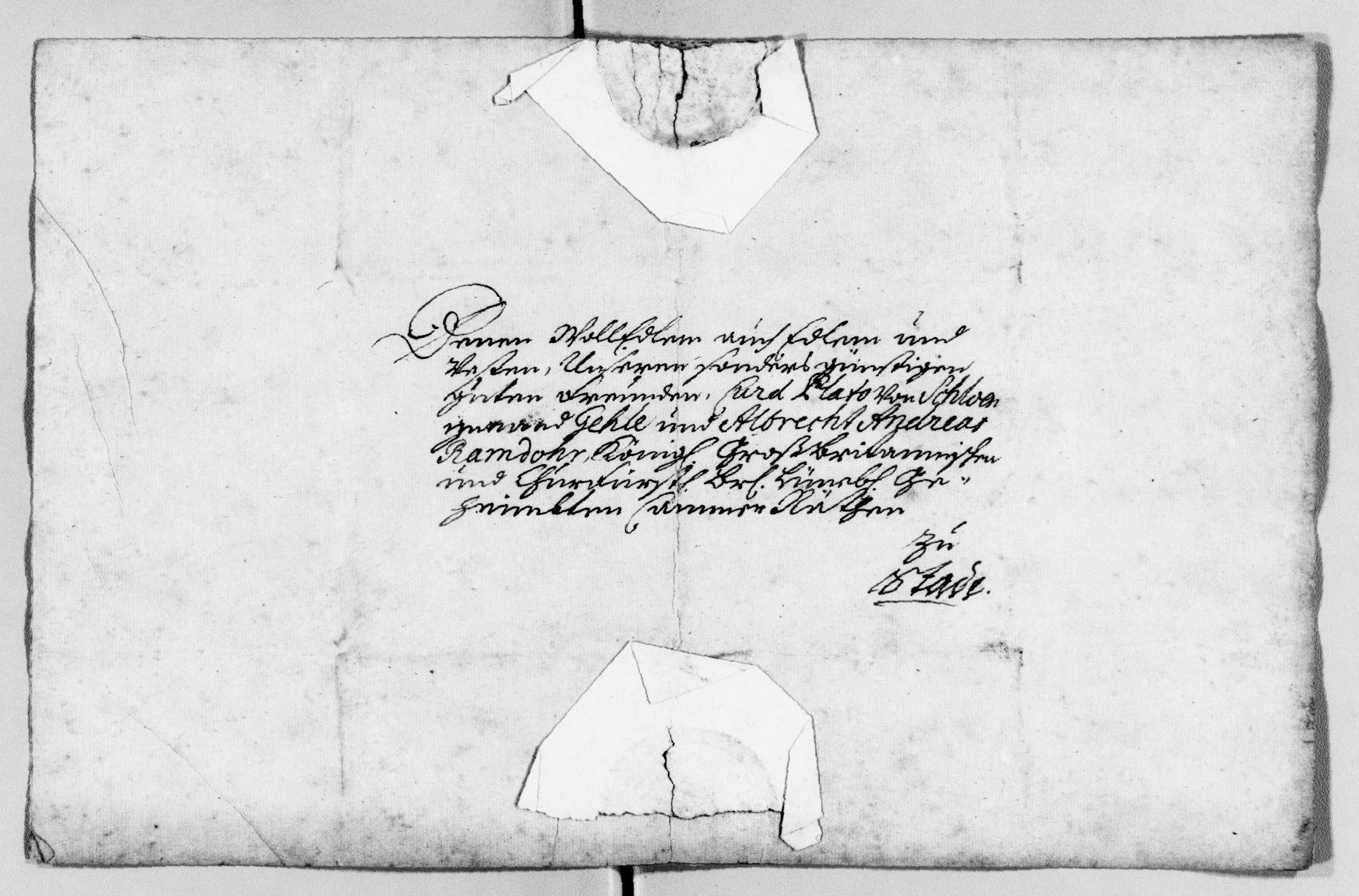
Umschlag eines Briefs des kurhannoverschen Ministers Joachim Heinrich von Bülow (1650–1724) vom 10. Januar 1716 an Cord Plato von Schloen gen. Gehle (1661–1723) und Albrecht Andreas von Ramdohr (1649–1730)

## Leben
Um 1686 war Cord Plato Kavalier bei Prinz Karl Philipp, im Jahr 1690 Hof- und Kammerrat in Ratzeburg, 1713 Landdrost in Diepholz. Er war von 1715 bis 1716 gemeinsam mit Albrecht Andreas von Ramdohr kommissarischer Vorsitzender der Regierung in den Herzogtümern Bremen und Verden, nachdem das Kurfürstentum Braunschweig-Lüneburg am 15. Oktober 1715 die Herzogtümer von Dänemark übernommen hatte. Der Regierungssitz war in Stade. 1716 kehrte er zurück nach Hannover, und Johann Friedrich von Staffhorst übernahm seine Aufgaben in Stade. Sodann war er Geheimer Kammerrat in Hannover.

## Nachkommen und Besitz
Cord Plato von Schloen war Besitzer von Gut Dorpel. Er war verheiratet mit Johanna Theodora von dem Brincken a.d.H. Iggenhausen (1668–1734), und aus der Ehe entsprangen zwei Töchter:
- Dorothea Maria Justina von Schloen, gen. Gehle (* 19. März 1694; † 5. November 1770), heiratete 1713[3] den landgräflich hessen-kasselschen Oberkämmerer und Oberschenk Ernst August Graf von Schlitz genannt von Görtz (* 1687; † 6. April 1720), einen Sohn des Friedrich Wilhelm von Schlitz.
  - Karl-Friedrich Reichsgraf von Görtz-Wrisberg (* 1715; † August 1750), heiratete 1737 Katharina Eva Sophie Freiin von Wrisberg (1721–1769) und begründete die Linie der Freiherren (ab 1817 Grafen) von Schlitz genannt von Görtz und Wrisberg (Görtz-Wrisberg).
- Sophia Charlotte von Schloen, gen. Gehle[4], heiratete 1721 den Friedrich von Hammerstein.[5]